# 控制单元 (计算机)
控制單元（Control Unit），有時為CPU一部分，有時安裝於CPU外部，負責指揮CPU工作。通過該裝置的運行來控制其他裝置的活動，也被視作有限狀態自動機的一種。
CPU的控制單元曾經只被當成暫時性的通路，其設計十分困難。
目前的控制單元多采用被包含於存儲控制器的微程序加工制造。工作時由微型定序器選定微程序代碼，其各字節即負責控制計算機的各個部分。諸如寄存器，算術邏輯單元，指令寄存器，總線，甚至芯片外部的輸入輸出均在其掌控之中。在當前的計算機中，各子系統分別擁有隸屬於控制單元的控制器，由這些控制器監督各子系統工作。
大多数计算机资源都由控制单元CU管理，其引导在CPU和其他设备间的指令流向，约翰·冯·诺伊曼将其归为冯·诺伊曼结构。在现代CPU的设计中，控制单元通常是CPU的一部分，其整体作用和操作自生产以来就不会改变。

## 控制單元的種類
無論何種控制單元，原理均為由控制單元發出控制信號，通過該信號對CPU各部加以控制。控制單元大體分為以下兩類。
- 微程序式，由微程序讀取和發出控制信號。通過被稱為微型定序器的簡單數字通路（微型電腦）對微程序加以執行。
- 硬件型控制單元。由數字通路直接發出控制信號。由于集成電路的規模化及設計技術的進步，此種控制單元已成為可能。